# Грета Скаккі
Грета Скаккі (англ. Greta Scacchi; нар. 18 лютого 1960, Мілан, Італія) — британська акторка театру, кіно та телебачення.

## Життєпис
Народилась 18 лютого 1960 року у Мілані в родині італійського художника Луки Скаккі та англійської танцівниці Памели Рісбі. Росла відповідно у двомовному середовищі. У віці 6 років переїхала до Лондона. Її батьки розлучилися коли їй було 15 років, й вона з матір'ю переїхала до Австралії, де працювала перекладачем з італійської мови.
З дитинства навчалася балету та акторської майстерності. У 18-річному віці повернулася до Лондона, де 1978 року розпочала навчання в престижній театральній школі «Bristol Old Vic». Закінчивши її, грала невеликі ролі в різних театрах та працювала моделлю в рекламі.
Кінодебют Грети Скаккі відбувся 1982 року у стрічці «Друге обличчя» режисера Домініка Графа (заради ролі акторка вивчила німецьку мову). Того ж року зіграла свою першу значну роль у фільмі «Пил та спека» за участю Джулі Крісті. Справжній успіх прийшов з роллю у фільмі «Хлопець з фірми «Кока-Кола», де її партнером став Ерік Робертс.
1990 року переїхала до Лос-Анджелеса. Першу роль у Голлівуді отримала в фільмі «Презумпція невинності» Алана Пакули. Пізніше зіграла у фільмах «Вщент» Вольфганга Петерсена, «Гравець» Роберта Альтмана та «Поцілунок змія» Філіппа Руссело. 1995 року озвучила науково-популярний телесеріал «Зниклі тварини двадцятого століття» телеканалу Discovery Channel.
У жовтні 2013 року Грета Скаккі була нагороджена орденом За заслуги перед Італійською Республікою.

## Особисте життя
У 1983—1989 роках Грета Скаккі перебувала у стосунках з австралійським музикантом Тімом Фінном, солістом гурту «Split Enz».
У 1991—1993 роках у шлюбі з актором Вінсентом Д'Онофріо. 20 березня 1992 року у пари народилася дочка Лейла Джордж Д'Онофріо, яка також стала акторкою.
1998 року Грета Скаккі вступила у шлюб зі своїм кузеном — кінопродюсером Карло Монтегацца. Того ж року у подружжя народився син Маттео.

## Вибрана фільмографія
| Рік  |    | Українська назва                                  | Оригінальна назва                                            | Роль                             |
| ---- | -- | ------------------------------------------------- | ------------------------------------------------------------ | -------------------------------- |
| 1982 | ф  | Пил та спека                                      | Heat and Dust                                                | Олівія                           |
| 1984 | тф | Дама з камеліями                                  | Camille                                                      | Маргарита Готьє                  |
| 1985 | ф  | Хлопець з фірми «Кока-Кола»                       | The Coca-Cola Kid                                            | Террі                            |
| 1986 | ф  | Захист держави                                    | Defence of the Realm                                         | Ніна Бекман                      |
| 1987 | ф  | Закоханий чоловік                                 | Un homme anoreaux                                            | Джейн Стайнер                    |
| 1988 | ф  | Біле зло                                          | White Mischief                                               | леді Діана Брайтон               |
| 1988 | ф  | Любов та страх                                    | Love and Fear                                                | Марія                            |
| 1990 | ф  | Презумпція невинності                             | Presumed Innocent                                            | Керолайн Полімус                 |
| 1991 | ф  | Полум'я в душі                                    | Fires Withen                                                 | Ізабель                          |
| 1991 | ф  | Вщент                                             | Shattered                                                    | Джудіт Меррік                    |
| 1992 | ф  | Гравець                                           | The Player                                                   | Джун Гутмунсдоттір               |
| 1992 | ф  | Сіль на нашій шкірі                               | Salz auf unserer Haut                                        | Джорджі МакЕван                  |
| 1994 | ф  | Версія Браунінга                                  | The Browning Version                                         | Лора Крокер-Гарріс               |
| 1994 | ф  | Сільське життя                                    | Country Life                                                 | Дебора Войсі                     |
| 1995 | ф  | Джефферсон в Парижі                               | Jefferson in Paris                                           | Марія Косвей                     |
| 1996 | тф | Распутін                                          | Rasputin: Dark Servant of Destiny                            | імператриця Олександра Федорівна |
| 1996 | ф  | Емма                                              | Emma                                                         | місіс Вестон                     |
| 1996 | тф | Одіссея                                           | The Odyssey                                                  | Пенелопа                         |
| 1998 | ф  | Червона скрипка                                   | Red Violin                                                   | Вікторія Берд                    |
| 1999 | ф  | Маєток                                            | The Manor                                                    | місіс Райвенскрофт               |
| 2000 | ф  | Голлівудська десятка                              | One of the Hollywood Ten                                     | Гейл Сондергаард                 |
| 2002 | тф | Джеффрі Арчер: Істина                             | Jeffrey Archer: The Truth                                    | Маргарет Тетчер                  |
| 2002 | с  | Деніел Доронда                                    | Daniel Doronda                                               | Лідія Глешер                     |
| 2004 | ф  | Дивний злочин                                     | Le Prix de desir                                             | Ніколетта                        |
| 2004 | ф  | Біля моря                                         | Beyond the Sea                                               | Мері Дювен                       |
| 2005 | ф  | Ілюзія польоту                                    | Flighplan                                                    | терапевт                         |
| 2006 | ф  | Книга одкровень                                   | The Book of Revelation                                       | Ізабель                          |
| 2006 | с  | Міс Марпл Агати Крісті: Клацни пальцем тільки раз | Agatha Christie's Marple: But the Pricking of My Tumbs       | Таппенс Бересфорд                |
| 2006 | с  | Кошмари та сновидіння: З історій Стівена Кінга    | Nightmares and Dreamscapes: From the Stories of Stephen King | Кеті Арлен                       |
| 2007 | ф  | Приховане кохання                                 | L'amores cache                                               | доктор Дюбуа                     |
| 2007 | тф | Міс Остін шкодує                                  | Miss Austen Regrets                                          | Касандра Остін                   |
| 2008 | ф  | Повернення у Брайдсгед                            | Brideshead Revisited                                         | Кара                             |
| 2013 | с  | Пуаро Агати Крісті: Слони вміють пам'ятати        | Agatha Christie's Poirot: Elefants Can Remember              | місіс Бертон-Кокс                |
| 2015 | с  | Наша ера. Продовження Біблії                      | A.D. The Bible Continues                                     | Діва Марія                       |
| 2016 | с  | Війна і мир                                       | War and Peace                                                | графиня Наталія Ростова          |
| 2017 | ф  | Дівчина в тумані                                  | La ragazza nella nebia                                       | Беатріс Леман                    |
| 2017 | с  | Версаль                                           | Versailles                                                   | Мадлен де Фо                     |
| 2017 | ф  | Ніжність                                          | La tenerezza                                                 | Аврора                           |
| 2018 | с  | Терор                                             | The Terror                                                   | леді Джейн Франклін              |
| 2018 | ф  | Операція «Фінал»                                  | Operation Finale                                             | Вера Ейхман                      |
| 2018 | ф  | Аманда                                            | Amanda                                                       | Елісон                           |
| 2019 | ф  | Палм Біч                                          | Palm Beach                                                   | Шарлотта                         |
| 2019 | ф  | В очікуванні варварів                             | Waiting for the Barbarians                                   | Маі                              |
| 2023 | с  | Тіла                                              | Bodies                                                       | Поллі Гаркер                     |